# Безумный мыслитель
Безумный мыслитель (англ. Mad Thinker) — вымышленный суперзлодей американских комиксов издательства Marvel Comics. Он изображается как злой гений, специализирующийся на робототехнике. Иногда его называют просто Мыслитель (англ. Thinker). Наиболее известен как враг Фантастической четвёрки, стремящийся доказать, что он умнее лидера команды, Мистера Фантастика.

## История публикаций
Безумный Мыслитель был создан сценаристом Стэном Ли и художником Джеком Кирби, дебютировав в The Fantastic Four #15 (Июнь 1963). Ли и Кирби наделили сумасшедшего учёного особую способность предсказывать события с точностью до секунды.
О его происхождении и истинной личности долгое время не было ничего известно, пока более пятидесяти лет спустя на страницах Infamous Iron Man #2 авторства Брайана Майкла Бендиса и Алекса Малеева не было раскрыто его настоящее имя — Джулиус.

## Биография
Изначально Безумный мыслитель был преступником по прозвищу «Мыслитель», который использовал передовые компьютеры и свой интеллект, чтобы спланировать каждую деталь преступления и, тем самым, иметь наилучшие шансы на успех. Он оставался в тени до тех пор, пока не собрал криминальных авторитетов по всей стране и объявил, что захватит Нью-Йорк, превратив город в собственное суверенное государство, которым будет править лично. Единственным препятствием на пути осуществления этой задумки была Фантастическая четвёрка, поэтому Мыслитель разработал план, согласно которому каждому из членов Четвёрки будет предложена идеальная работа, которая отвлечет их от Здания Бакстера. Эта уловка сработала, и Мыслитель вместе со своими союзниками воспользовался прогнозируемым падением метеорита, который отключил электричество в Нью-Йорке, что позволило им ворваться в Здание Бакстера. Это предоставило Мыслителю доступ ко всем знаниям и экспериментам Рида Ричарда. Используя исследования Ричардса в области ДНК, он создал свою первую версию Великолепного андроида. В конце концов Фантастическая четвёрка вернулась и обнаружила, что Мыслитель захватил Здание Бакстера, однако им удалось победить его с помощью своего почтальона Уилли Лампкина, которому было поручено нажать на дверной звонок в 4 часа, тем самым отключив всё оборудование Рида.
Мыслитель был заключён в тюрьму, и СМИ окрестили его «Безумным мыслителем», что не понравилось суперзлодею. С тех пор Безумный мыслитель провёл много времени в тюрьме, часто сбегая при помощи своего интеллекта, позволяющего ему перенести своё сознание в разработанных им андроидов, и совершать преступления, при этом физически оставаясь в тюрьме. Также Безумный мыслитель был одним из злодеев, которых Доктор Дум заставил сорвать свадьбу Ричардса и Сьюзан Шторм, однако они, в конечном итоге, были остановлены Железным человеком.
Он продолжал создавать новых, более продвинутых андроидов, а позже обнаружил и воскресил оригинального андроида Человека-факела, в рамках противостояния с Фантастической четвёркой. Хотя оригинальный Факел вскоре восстал против него, отказавшись участвовать в убийстве, Мыслитель уничтожил его с помощью своего разумного компьютера Квазимодо. Наряду с многочисленными столкновениями с Фантастической четвёркой, Безумный мыслитель также столкнулся со многими другими героями, включая Мстителей, Человека-паука, Капитана Америку и Людей Икс. Безумный мыслитель объединялся со своим союзником Кукловодом, чтобы воспользоваться хаосом, вызванным конфликтом во время Гражданской войны супергероев.

## Силы и способности
Несмотря на то, что Безумный мыслитель не обладает сверхчеловеческими способностями, его гениальный интеллект в области робототехники позволяет ему создавать передовые технологии, превосходящие современную науку на века. У него эйдетическая память, позволяющая систематизировать и сопоставлять огромное количество информации и воспринимать неочевидные закономерности. Также в его распоряжении находятся средства для создания всевозможного сложного оружия, андроидов, доспехов и транспортных средств.
Свойственные ему аналитические, математические и геометрические способности редко встречаются на Земле. Он особенно хорошо разбирается в компьютерах, робототехнике и искусственном интеллекте, имеет докторскую степень в области компьютерных наук и инженерии. Он сконструировал своего собственного Велеколепного андроида и дважды воскресил оригинального Человека-факела. Также он сконструировал Квазимодо и Мусорщика и многое другое оборудование по мере необходимости, включая гипнолинзы размером с монокль. В дополнение к своим собственным достижениям он украл большую часть секретных технологий Рида Ричардса ещё во время захвата здания Бакстера.
Безумный мыслитель также является опытным специалистом по маскировке. Через хирургически имплантированную радиосвязь он может проецировать своё сознание в андроидное подобие самого себя.
Замысловатые планы Мыслителя чаще всего рушатся из-за того, что он называет Икс-фактором или человеческой непредсказуемостью. Также Мыслитель не является интуитивным гением (как Рид Ричардс) и, таким образом, не обладает предрасположенностью к полноценному изобретательству. Вместо этого он синтезирует для собственного использования творения других (например, его андроидные творения основаны на открытиях Рида Ричардса).
Безумный мыслитель может с лёгкостью сбежать из тюрьмы. Он часто использует свои мысли, чтобы управлять роботом на удалённой секретной базе.

## Альтернативные версии

### Ultimate Marvel
Во вселенной Ultimate Marvel здание Бакстера было домом для молодых гениев, а сам аналитический центр финансировался правительством США. Девушка по имени Рона Бёрчилл должна была присоединиться к программе, однако ей было отказано из-за психических отклонений. В ярости она направилась домой и создала ускоритель, который позволил бы ей думать во много раз быстрее. Нуждаясь в мозге большего размера, который мог бы управиться с препаратом, она анестезировала своего брата Бобби и, используя грубую хирургическую технику, вырезала части его мозга и пересадила их на свой собственный. С утверждением «вам не нужен аналитический центр — вам просто нужен мыслитель», она атаковала здание Бакстера и установила ловушку, которая пленила Фантастическую четвёрку, нескольких солдат и куратора команды лейтенанта Лампкин. Выслушав предысторию Роны, Рид Ричардс назвал её безумной, на что она ответила: «Если безумно думать о немыслимом, то я самый безумный мыслитель, который когда-либо был». С тех пор она стала известна как Безумный мыслитель.
Также она выступила основным антагонистом мини-серии Ultimate X4, в которой была замечена с андроидом, напоминающим Удивительного Андроида, по имени Бобби. Рона попыталась украсть Церебро и использовать его, чтобы получить контроль над всеми разумами на планете, но благодаря Росомахе, Призрачной кошке и Человеку-льду, Фантастическая четвёрка смогла отвлечь её внимание, чтобы Рид смог перепрограммировать Церебро, тем самым вынудив Рону развить силу сочувствия, а не контроля и заставив её отключить Церебро. Несмотря на попытки Бёрчилл сбежать, Росомаха перерезал шланг в её машине для отступления, из-за чего Рона взорвалась вместе с ней.

## Вне комиксов

### Телевидение
- Безумный мыслитель появляется в сегменте «Железный человек» мультсериала «Супергерои Marvel» 1966 года, где его озвучил Лен Карлсон[20].
- Безумный мыслитель, озвученном Дэнни Манном, появляется в мультсериале «Мстители: Величайшие герои Земли» 2010 года[20]. Представленный в эпизоде "Человек в муравейнике", Безумный мыслитель был показан как один из заключённых Большого дома, который затем сбегает в эпизоде «Побеге, Часть 1» вместе со своими сокамерниками.
- Рона Бёрчилл появляется в мультсериале «Железный человек: Приключения в броне» 2009 года, озвученная Бренной О’Брайан[20]. В прошлом готичесая версия Роны пыталась разрушить школу Бакстера, за что была помещена в Рэйвенкрофт. Сбежав, она создала андроида Энди, выдавая его за своего «брата», и приняла личность Роны Эрвин, которая была самой умной ученицей Академии Будущего до зачисления Тони Старка. Бёрчилл и Энди кратко фигурировали на протяжении второго сезона до эпизода «Все лучшие люди — сумасшедшие», где они поместили друзей Старка в различные смертельные ловушки и заставляли его спасать их в рамках её Тестов на смертельные способности, при помощи которых она намеревалась доказать своё интеллектуальное превосходство над ним. Когда Старку удаётся спасти своих друзей и обезвредить бомбу, установленную Берчилл, она отправляет Энди уничтожить их, а сама использует лазерную пушку на основе технологий Хэнка Пима. Тем не менее, Железный человек успешно обезвреживает Энди и Берчилл. Когда её арестовывает ФБР, Рона клянётся отомстить, прежде чем её освобождает другой андроид, замаскированный под доктора Рэйвенкрофта.

### Кино
Безумный мыслитель упоминается в фильме «Фантастическая четвёрка: Первые шаги» 2025 года.